# Arsenij Grigorjevič Golovko
Arsenij Grigorjevič Golovko (rusky Арсений Григорьевич Головко; 10.jul./ 23. června 1905greg. – 17. května 1962) byl sovětský námořní velitel a admirál.
Do sovětského námořnictva vstoupil v roce 1925, na námořní důstojnickou školu v Leningradu, kterou o tři roky později úspěšně absolvoval. Poté sloužil na různých postech u Tichomořské vojenské námořní flotily. V letech 1937 a 1938 se zúčastnil španělské občanské války. Po svém návratu do Sovětského svazu studoval na Vojenské námořní akademii a v letech 1938 až 1940 velel divizi torpédoborců. Mezi léty 1940 až 1946, za období druhé světové války, velel Severnímu loďstvu. Po válce vystřídal několik velitelských postů, mimo jiné v letech 1952 až 1956 velel i Baltskému loďstvu. V roce 1956 byl jmenován prvním náměstkem velitele válečného námořnictva.
V důsledku jaderných testů na souostroví Nová země a následné radiace prodělal nemoc z ozáření. Oženil se s herečkou Kirou Ivanovovou, s níž měl dceru Natalju, taktéž herečku, a syna Michaila, který se stal námořním důstojníkem.
Za svou službu byl vyznamenán čtyřmi Řády Lenina, čtyřmi Řády rudého praporu, dvěma Řády Ušakova 1. třídy, Řádem Nachimova 1. třídy, dvěma Řády rudé hvězdy a několika medailemi. Obdržel také velkokříž norského Řádu svatého Olafa.
V Česku byla publikována jeho kniha "Válka v severních mořích".